# Stizocera floridana
Stizocera floridana är en skalbaggsart som beskrevs av Linsley 1949. Stizocera floridana ingår i släktet Stizocera och familjen långhorningar. Inga underarter finns listade i Catalogue of Life.